# 婚姻色

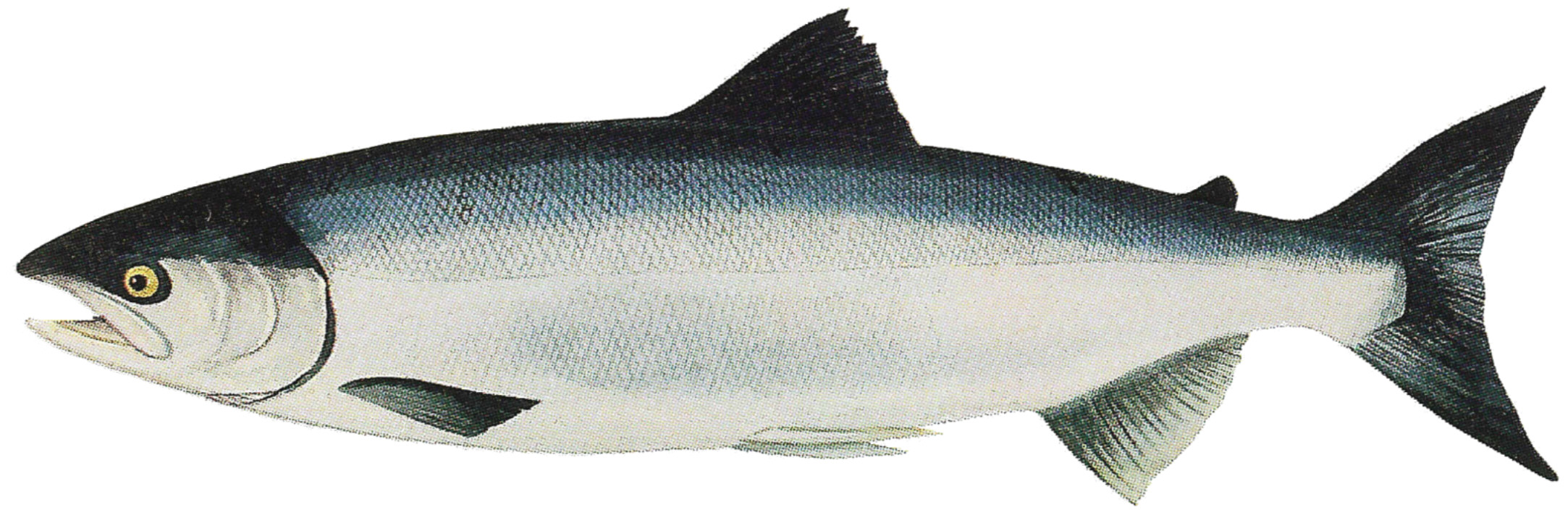
海洋生活期のベニザケ（スモルト）

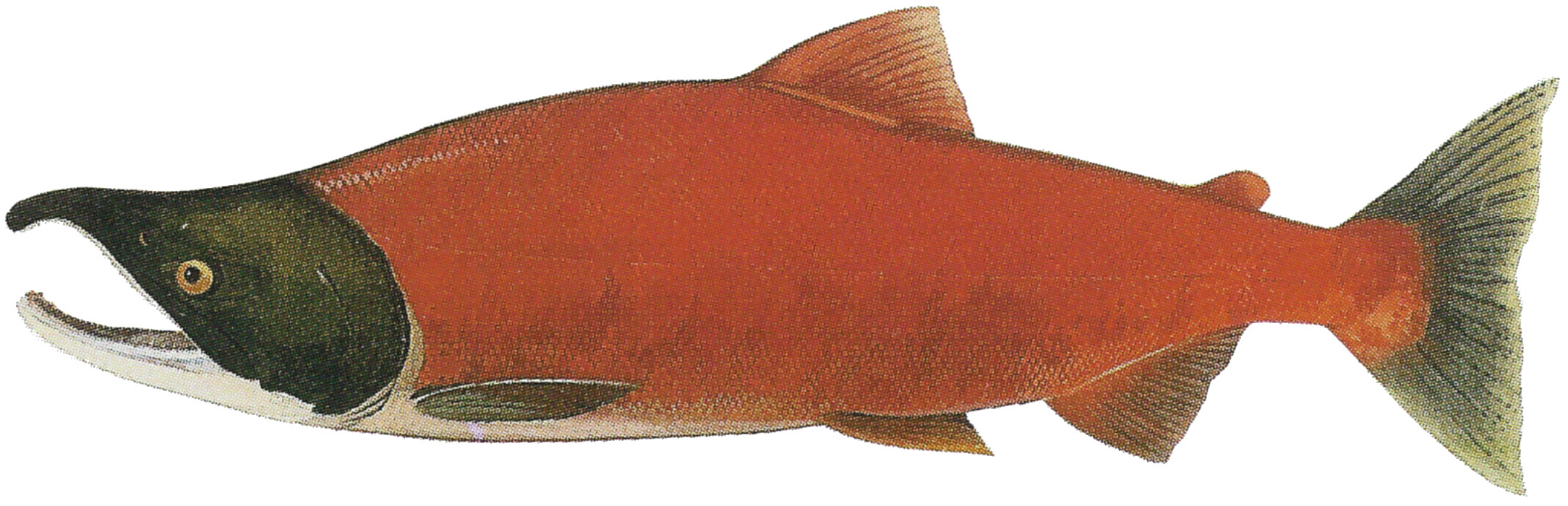
繁殖期のベニザケ

婚姻色（こんいんしょく、米: Breeding color）とは魚類や両生類、爬虫類、鳥類などの一部の動物種で繁殖期に現れる平常時とは異なった体色や斑紋である。これは雌雄ほぼ同じ形に表れるものもあるが、別の形で現れる例が多く、性的二形の例である。あるいは片方だけに顕著な例もある。これらは異性の識別や性行動の触発に役立つとされる。特に雄がディスプレイをする種では雄に派手な例が多い。

## 魚類の婚姻色
多くの種に現れ、派手な事が多い。ウグイやベニザケでは雌・雄ともに見られるが、オイカワやヨシノボリ、タナゴなど多くは雄のみであったり雄の方が著しかったりする。婚姻色の他に「追星」（おいぼし）と呼ばれるブツブツとした白斑が現れる種もある。

## 両生類の婚姻色
トノサマガエルは晩春～初夏の繁殖期になると雄だけが緑色だった体色が黄色がかってくる。その上指には婚姻瘤という膨らみが形成される。
アカハライモリはその名の通り通常は真っ赤な腹に黒い背をしているが、繁殖期になると雄の耳腺や尾は紫色になる。

## 爬虫類の婚姻色
カメレオン科の中には雄の婚姻色の他、産卵前の雌が呈する「妊娠色」のある種がある。

## 鳥類の婚姻色
鳥類にはつがいの形成期から繁殖期の前半期にかけて、嘴（くちばし）や脚などに特異な色が見られるものがある。例えば、コサギの足の指は非繁殖期は黄色だが、つがいの形成期から繁殖期の前半期にかけて婚姻色の桃色に変化する。